# Tetranaccital
Tetranaccital liknar Fibonaccital, men istället för att börja med två förutbestämda termer, startar talföljden med fyra förutbestämda termer och varje term efteråt är summan av de fyra föregående termerna.
De första tetranaccitalen är:
0, 0, 0, 1, 1, 2, 4, 8, 15, 29, 56, 108, 208, 401, 773, 1490, 2872, 5536, 10671, 20569, 39648, 76424, 147312, 283953, 547337, 1055026, 2033628, 3919944, 7555935, 14564533, 28074040, 54114452, 104308960, 201061985, 387559437, 747044834, 1439975216, 2775641472, … (talföljd A000078 i OEIS)
Tetranaccikonstanten är förhållandet mot vilket intilliggande tetranaccitaltend. Det är en rot till polynomet x4 − x3 − x2 − x − 1, cirka 1,92756  A086088, och uppfyller även ekvationen x + x−4 = 2.